# Premier valet de chambre (France)
Tout au long de leur histoire, les monarques de France s'attachent des personnes de confiance qui ont la tâche d'organiser effectivement leur vie privée.
La chambre du roi peut compter jusqu'à deux cents valets, qui assurent concrètement le service. Pour distinguer ceux qui sont les plus proches du monarque, la charge de premier valet de chambre voit le jour sous le règne de Louis XIII. Un brevet du 15 mars 1675 confirme aux quatre premiers valets de chambre du roi leur préséance. C'est sous Louis XIV que cette fonction connaît son apogée, avec notamment son plus célèbre titulaire, Alexandre Bontemps.
Si la charge disparaît naturellement à la Révolution, elle reparaît sous l'Empire, et se maintient jusqu'à la chute du dernier monarque de France, Napoléon III.

## Histoire
Sous l'Ancien Régime, la chambre gère les affaires domestiques quotidiennes du roi. Elle dispose pour cela d'un large personnel. À sa tête se trouve le grand chambellan, dont la charge devient largement honorifique à partir du XVIIe siècle. Ce grand officier de France commande cependant aux quatre premiers gentilshommes de la chambre, qui servent par année et ont le véritable contrôle de celle-ci. Ces derniers ont sous leurs ordres les quatre premiers valets de chambre et entre vingt-quatre et trente-deux valets de chambre ordinaires .
Tous servent par quartiers, à partir de janvier, avril, juillet et octobre. À côté d'eux, il y a aussi d'autres officiers, et notamment des barbiers, tapissiers, horlogers, valets et garçons de garde-robe, huissiers, portemanteaux, chirurgiens. Il y a souvent une transmission dans la même famille par le biais de la survivance. Les premiers valets de chambre sont souvent des roturiers.
Pendant la Révolution, la charge disparait, bien que Louis XVI déchu et emprisonné conserve un premier valet de chambre (Chamilly puis Cléry). En exil, Louis XVIII prend soin de nommer des proches à ce poste. Désireux de rendre sa cour brillante, Napoléon recréé le poste ; à cette époque, il n'y a cependant plus qu'un seul premier valet de chambre.
Au retour des Bourbon, Louis XVIII renoue avec la tradition d'Ancien Régime qui veut que le roi ait quatre premiers valets de chambre, il accorde cette place à des fidèles qui ont partagé son exil et aux descendants de précédents titulaires de cette charge.
Pour appuyer l'image bourgeoise que Louis-Philippe veut donner au nouveau régime, il ne conserve qu'un seul premier valet de chambre. Cette situation perdurera sous le Second Empire.

## Liste

### Ancien Régime

#### Quartier d'hiver
- 1600-1618 : Philippe de Heurles[1].
- 1618-1625 : Jean de Galteau.
- 1625-1633 : Henri Jacquinot († 1648).
- 1633-1643 : Jean Archambault.
- 1643-1648 : Henri Jacquinot († 1648).
- 1649-1679 : Gilbert d'Ornaison  (1621-1699), comte de Chamarande.
- 1679-1710 : François Quentin de la Vienne (1630-1710), marquis de Champcenetz.
- 1710-1757 : Louis Quentin de la Vienne (1689-1757), marquis de Champcenetz, fils du précédent.
- 1757-1760 : Louis Quentin (1709-1760), baron de Champlost, petit cousin du précédent.
- 1760-1792 : Jean-Marie Quentin (1740-1792), baron de Champlost, fils du précédent. Il obtient la survivance pour son frère, Charles Quentin (1742-1801), mais la Révolution empêche ce dernier d'entrer en charge.

#### Quartier d'été
- 1600-1619 : Pierre de Beringhen (1570-1619).
- 1619-1636 : Henri de Beringhen (1603-1692).
- 1636-1643 : Michel Bouvard.
- 1643-1653 : Pierre de la Porte, disgracié en 1652, à la suite de sa dénonciation d'un prétendu attentat à la pudeur sur la personne du jeune Louis XIV par le cardinal Mazarin[2].
- 1653-1682 : Pierre de Nyert (1597-1682)[3].
- 1682-1719 : François-Louis de Nyert (1647-1719)[3], marquis de Gambais.
- 1719-1736 : Louis de Nyert (1686-1736), marquis de Gambais.
- 1736-1744 : Alexandre de Nyert (1710-1744), marquis de Gambais.
- 1744-1768 : Dominique Lebel (1696-1768), connu pour être le pourvoyeur de maîtresses de Louis XV.
- 1768-1771 : Pierre-Michel de la Roche (1714-1771), neveu du précédent[4].
- 1771-1792 : Claude-Christophe Lorimier de Chamilly (1732-1794), suit Louis XVI au Temple, mais n'appartenant pas à la famille royale, il est contraint de le quitter le 20 août 1792[5].

#### Quartier d'automne
- 1575-1624 : Pierre Sopitre († 1624), premier valet de chambre d'Henri III puis d'Henri IV.
- 1624-1627 : Pierre Sopitre († 1627), fils du précédent.
- 1627-1637 : Martin Sopitre († 1637), fils du précédent.
- 1637-1643 : Vincent Roger († 1643).
- 1643-1659 : Jean-Baptiste Bontemps (1584-1659).
- 1659-1701 : Alexandre Bontemps (1626-1701), fils du précédent.
- 1701-1742 : Louis Bontemps (1669-1742), fils du précédent.
- 1742-1747 : Louis Bontemps (1703-1747), fils du précédent.
- 1747-1766 : Louis-Dominique Bontemps (1738-1766), fils du précédent.
- 1766-1774 : Jean-Benjamin de la Borde (1734-1794).
- 1774-1792 : Marc-Antoine Thierry (1732-1792), baron de Ville-d'Avray.

#### Quartier de printemps
- 1600-1635 : Jean d'Armagnac d'Isoré († 1635).
- 1635-1640 : Charles d'Esmé de la Chesnaye.
- 1640-1653 : Pierre Forest .
- 1653-1665 : Jérôme Blouin (1610-1665).
- 1665-1715 : Louis Blouin (1660-1729)[6].
- 1715-1754 : Gabriel Bachelier (1685-1754).
- 1764-1780 : Gérard Binet de Marchais (1712-1780).
- 1780-1792 : Jean-Baptiste Tourteau de Septeuil (1754-1812).

### Empire
- 1804-1806 : Joseph Hambard, devient concierge du château de Meudon en février 1806. Connu pour être un original, il se suicide en 1815 dans un accès de folie.
- 1806-1814 : Louis Constant (1778-1845). Il entre au service d'Eugène de Beauharnais en 1798, puis passe à celui de Joséphine de Beauharnais en 1799 en qualité de jockey aux écuries. Il entre au service du Premier consul au départ de la campagne d'Italie comme valet de chambre ordinaire et devient premier valet de chambre de Napoléon.
- 1814-1821 : Louis Marchand (1791-1876), fils de la première berceuse du roi de Rome. Il entre aux Tuileries en 1811 comme garçon d'appartement puis est nommé premier valet de chambre. Il est compagnon de l'exil de Sainte-Hélène.

### Restauration

#### Quartier d'hiver
- 1795-1826 : Jean Péronnet, 1er baron Péronnet, valet de chambre de Louis XVIII en exil.
- 1826-1830 : Stanislas Péronnet, 2e baron Péronnet.

#### Quartier d'été
- 1815-1824 : Claude-René Lorimier de Chamilly (1759-1837).
- 1824-1829 : Antoine Bourlet (1754-1829), 1er baron de Saint-Aubin, fils du premier valet de chambre du comte d'Artois.
- 1829-1844 : Charles Bourlet (1788-1874), 2e baron de Saint-Aubin, il suit Charles X en exil et devient le premier valet de chambre du comte de Marnes.

#### Quartier d'automne
- 1815-1830 : Armand Thierry (1773-1844), baron de Ville-d'Avray. Il obtient la survivance pour son fils, Victor Thierry (1796-1872), mais les Trois Glorieuses empêchent ce dernier d'entrer en charge.

#### Quartier de printemps
- 1798-1809 : Jean-Baptiste Cléry (1759-1809), initialement valet de chambre du duc de Normandie, le 26 août 1792 il devient celui de Louis XVI enfermé au Temple. Louis XVIII en exil le nomme premier valet de chambre.
- 1809-1819 : François Hüe (1757-1819), 1er baron Hüe, huissier de la chambre de Louis XVI, adjoint de Jean-Baptiste Cléry au Temple jusqu'à son licenciement. Louis XVIII en exil le nomme premier valet de chambre.
- 1819-1830 : André Hüe (1786-1854), 2e baron Hüe, fils du précédent.

### Monarchie de Juillet
- 1830-1848 : George White, valet de chambre anglais de Louis-Philippe d'Orléans depuis 1800, il obtient naturellement le poste de premier valet de chambre du roi après l'intronisation de ce dernier.

### Second Empire
- 1853-1868 : Léon Cuxac, commence sa carrière au service de la reine Hortense en 1836. À son décès, il passe au service de son fils Louis-Napoléon Bonaparte en tant que cuisinier. Il participe à la tentative de putsch du prince en 1840[7].
- 1868-1869 : Xavier Uhlmann (1828-1904)[8]. Il entre aux Tuileries début 1857 en tant que valet de pied : d'abord huissier au cabinet de l'Empereur pendant quelques mois, il est ensuite attaché à la personne du prince impérial[9] et devient premier valet de chambre par intérim de Napoléon III en 1868 avant de repasser au service personnel du prince impérial comme premier domestique. En 1870, il suit l'héritier du trône en exil en Angleterre et sera la seule personne que ce dernier accepte en 1879 comme compagnon de voyage jusqu'en Afrique du Sud[10]. Il devient par la suite trésorier de l'impératrice Eugénie et régisseur du domaine impérial de Farnborough Hill jusqu'à son propre décès[11].
- 1869-1870 : Pierre Goutelard.

### Articles liés
- Maison du roi
- Office (domestique)
- Ministres de la Maison du roi
- Premiers gentilshommes de la chambre